# Tricerophora
Tricerophora is een geslacht van vlinders uit de familie tastermotten (Gelechiidae). De wetenschappelijke naam van het geslacht is voor het eerst geldig gepubliceerd in 1958 door Janse.

## Soorten
- Tricerophora commaculata (Meyrick, 1921)
  - = Telphusa commaculata Meyrick, 1921[2]
- Tricerophora nigribasis (Janse, 1960)
  - =[3] Leucophylla nigribasis Janse, 1960[4]
- Tricerophora pundamilia Bidzilya & Mey, 2018[3]
- Tricerophora rukinga Bidzilya & Mey, 2018[3]
- Tricerophora objecta (Meyrick, 1921)
  - =[3] Telphusa objecta Meyrick, 1921[2]
- Tricerophora brumale Bidzilya & Mey, 2018[3]
- Tricerophora nigrinervis Bidzilya & Mey, 2018[3]
- Tricerophora acutivalva Bidzilya & Mey, 2018[3]
- Tricerophora minimorum Bidzilya & Mey, 2018[3]